# Eigentliche Querzahnmolche
Die Eigentlichen Querzahnmolche (Ambystoma), auch Breitkopf-Querzahnmolche oder Breitkopfsalamander genannt, sind eine von zwei Gattungen innerhalb der Familie Ambystomatidae der Schwanzlurche. Sie sind in Nord- und Mittelamerika von Südost-Alaska über Mexiko bis in den Norden Kolumbiens verbreitet. Von den derzeit unterschiedenen 32 oder 33 Arten innerhalb der Gattung kommen 16 in Mexiko, 15 in den USA, sieben in Kanada und eine in Kolumbien vor. Besonders groß auf relativ engem Raum ist die Formenvielfalt im mexikanischen Hochland. Aufgrund von Lebensraumzerstörung sind aber gerade in Mexiko viele Arten in ihrem Bestand gefährdet.

## Merkmale
Namensgebend für die Gruppe ist die Anordnung der Gaumenzähne in Querreihen. Meist handelt es sich um kleinere bis mittelgroße (ca. 10 bis 30, ausnahmsweise auch bis 38 Zentimeter lange), plumpe, kräftige, breitköpfige Salamander mit einem durch Rippenfurchen segmentierten Rumpf. Sie leben normalerweise an Land und benötigen nur zur Fortpflanzung und Larvenentwicklung ein Gewässer. Der Flecken-Querzahnmolch (auch: Fleckensalamander; Ambystoma maculatum) weist äußerlich eine recht große Ähnlichkeit mit dem europäischen Feuersalamander (Salamandra salamandra) auf. Mehrere Arten, darunter besonders auch der bekannte Axolotl (Ambystoma mexicanum), neigen allerdings zur Neotenie: Bei ihnen bleiben einige Larvenmerkmale über die Geschlechtsreife hinaus dauerhaft bestehen und sie führen ein rein aquatiles Leben als Wassermolch.

## Fortpflanzung
Zur Vermehrung wandern fast alle Arten zu Gewässern, um dort einen Geschlechtspartner zu finden, eine indirekte innere Befruchtung mittels Übergabe einer Spermatophore durchzuführen und schließlich gallertartige Eier zu hinterlassen. Eine Ausnahme stellt nur der Marmor-Querzahnmolch (Ambystoma opacum) dar, bei dem Paarung und Eiablage an Land stattfinden; das Weibchen bewacht dann die Eier bis zum Einsetzen von Regenfällen, die die Bodenmulden mit den Gelegen überfluten. Die kiemenatmenden Larven verbringen meist mehrere Wochen oder Monate im Gewässer, bis die Metamorphose zum Landtier einsetzt – sofern diese Umwandlung überhaupt stattfindet (siehe oben). Bemerkenswert ist auch der allerdings sehr selten gewordene Brackwasser-Querzahnmolch (Ambystoma taylori), der nur im salzhaltigen Alchichicasee in Mexiko lebt und sich dort fortpflanzt.

## Taxonomie
In älteren systematischen Übersichten wird die Familie Ambystomatidae noch in drei Unterfamilien untergliedert. Die Riesen-Querzahnmolche (Dicamptodontidae) und Rhyacotritonidae werden heute aber als eigenständige Familien aufgefasst. Innerhalb der ehemaligen Unterfamilie Ambystomatinae wird nach der hier gebräuchlichen Systematik nur noch eine Gattung, Ambystoma, differenziert. Alternativ werden von manchen Autoren die Riesen-Querzahnmolche (Gattung Dicamptodon) aber ebenfalls noch der Familie Ambystomatidae zugeordnet. Die gelegentlich anzutreffende Schreibweise „Amblystoma“ beruht auf einem historischen Schreibfehler. Bei den deutschen Trivialnamen wird wahlweise der Namenszusatz „-Querzahnmolch“ oder auch „-Salamander“ gebraucht (beispielsweise „Westlicher Tiger-Querzahnmolch“ oder „Westlicher Tigersalamander“).
Folgende Arten werden der Gattung zugerechnet:
- Ambystoma altamirani Dugès, 1895

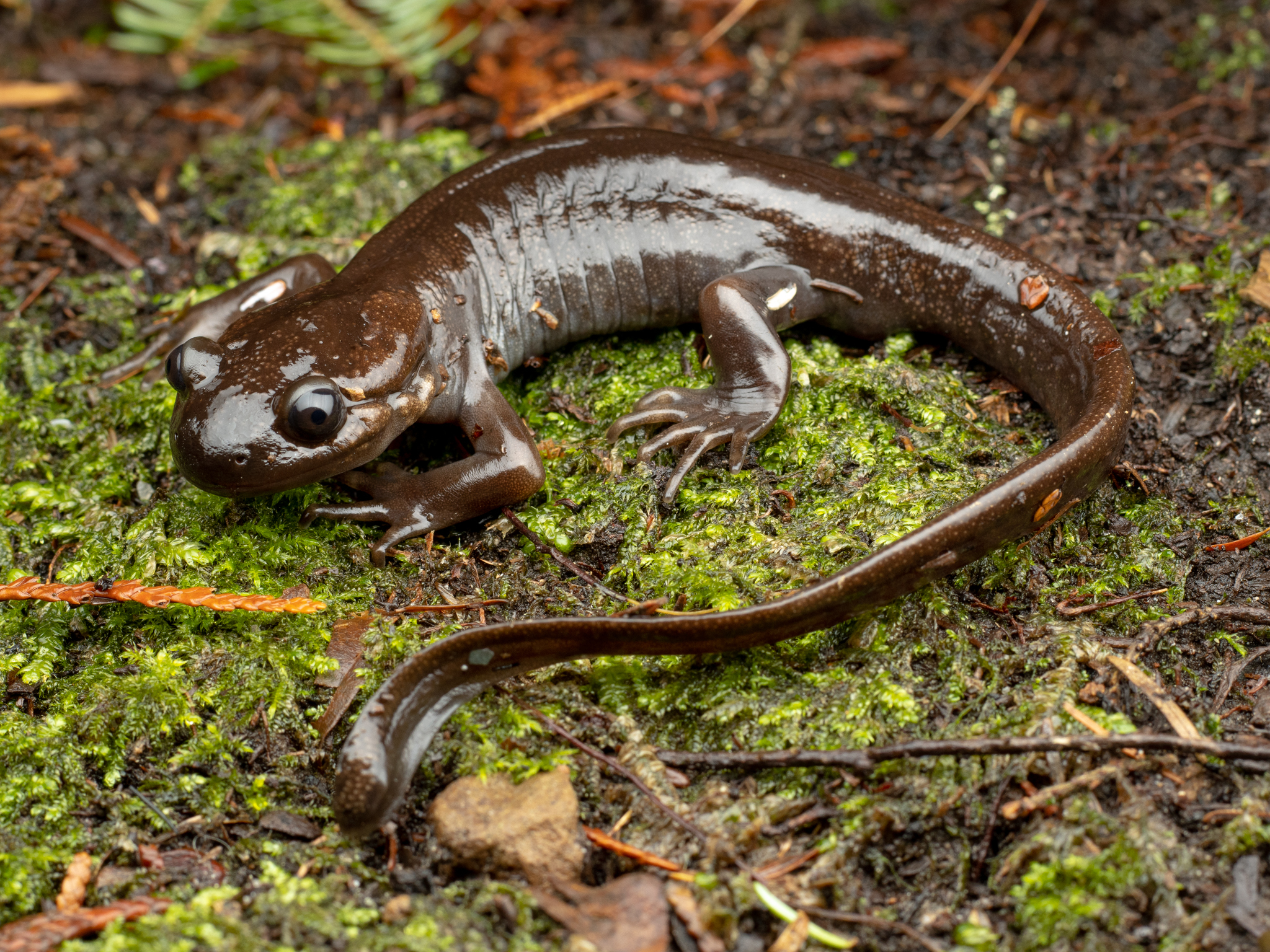
Nordwestlicher Querzahnmolch (Ambystoma gracile)

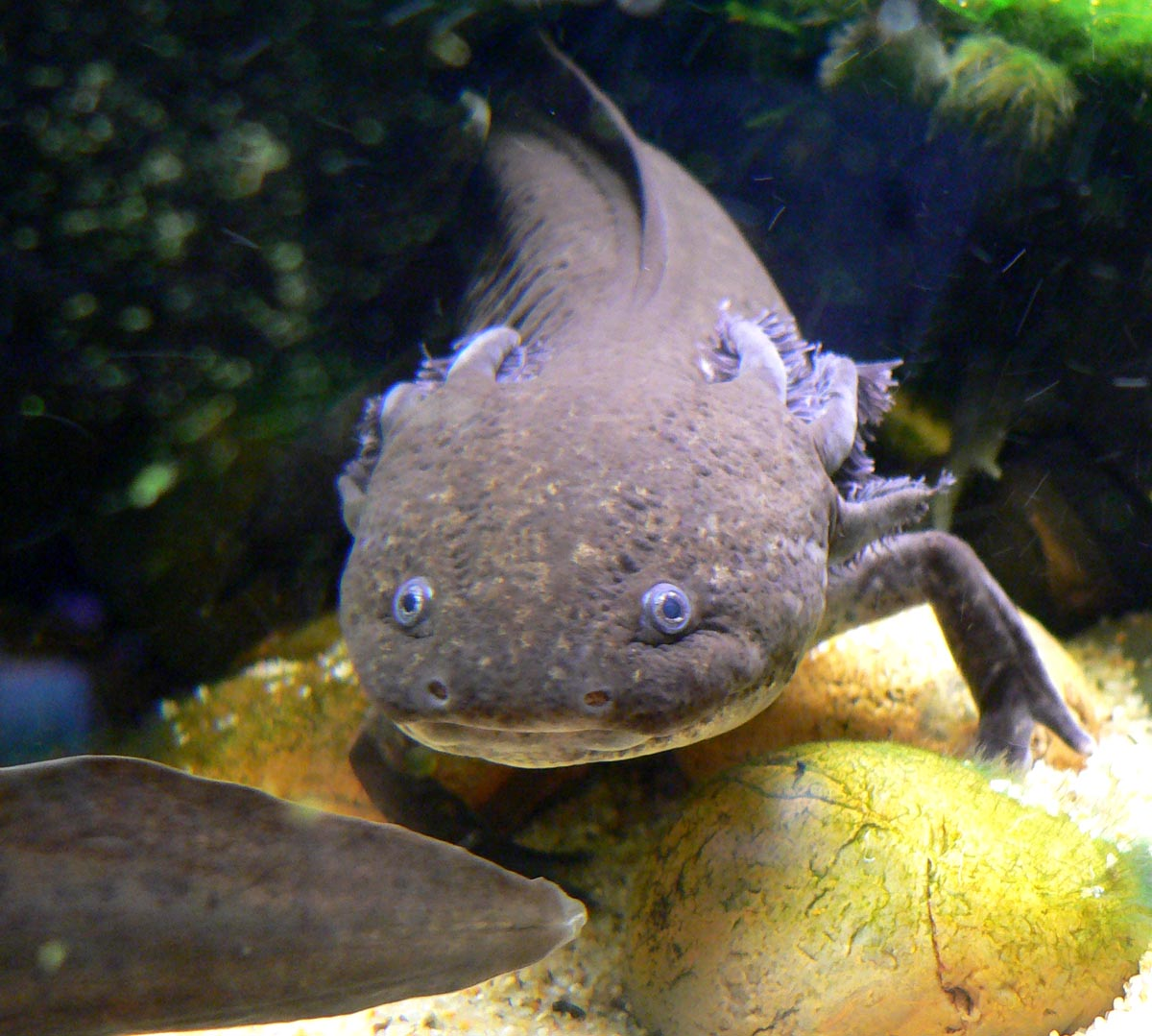
Axolotl (Ambystoma mexicanum)

- Ambystoma amblycephalum Taylor, 1940
- Ambystoma andersoni Krebs & Brandon, 1984 – Anderson-Querzahnmolch
- Ambystoma annulatum Cope, 1886 – Ringel-Querzahnmolch
- Ambystoma barbouri Kraus & Petranka, 1989
- Ambystoma bishopi Goin, 1950
- Ambystoma bombypellum Taylor, 1940
- Ambystoma californiense Gray, 1853 – Kalifornischer Tiger-Querzahnmolch
- Ambystoma cingulatum Cope, 1868 – Genetzter Querzahnmolch
- Ambystoma dumerilii (Dugès, 1870) – Dumerils Querzahnmolch
- Ambystoma flavipiperatum Dixon, 1963
- Ambystoma gracile (Baird, 1859) – Nordwestlicher Querzahnmolch
- Ambystoma granulosum Taylor, 1944
- Ambystoma jeffersonianum (Green, 1827) – Jefferson-Querzahnmolch
- Ambystoma laterale Hallowell, 1856 – Blauflecken-Querzahnmolch
- Ambystoma leorae (Taylor, 1943)
- Ambystoma lermaense (Taylor, 1940) – Lerma-Querzahnmolch
- Ambystoma mabeei Bishop, 1928 – Mabees Querzahnmolch
- Ambystoma macrodactylum Baird, 1850 – Langzehen-Querzahnmolch
- Ambystoma maculatum (Shaw, 1802) – Flecken-Querzahnmolch
- Ambystoma mavortium (Baird, 1850) – Westlicher Tiger-Querzahnmolch
- Ambystoma mexicanum (Shaw & Nodder, 1798) – Axolotl
- Ambystoma opacum (Gravenhorst, 1807) – Marmor-Querzahnmolch
- Ambystoma ordinarium Taylor, 1940
- Ambystoma rivulare (Taylor, 1940)
- Ambystoma rosaceum Taylor, 1941 – Chihuahua-Querzahnmolch
- Ambystoma silvense Webb, 2004
- Ambystoma talpoideum (Holbrook, 1838) – Maulwurf-Querzahnmolch
- Ambystoma taylori Brandon, Maruska & Rumph, 1982 – Brackwasser-Querzahnmolch
- Ambystoma texanum (Matthes, 1855) – Schmalkopf-Querzahnmolch
- Ambystoma tigrinum (Green, 1825) – (Östlicher) Tiger-Querzahnmolch
- Ambystoma velasci (Dugès, 1888) – Mexikanischer Tiger-Querzahnmolch